# Médecine physique et de réadaptation
 (mai 2009).
Si vous disposez d'ouvrages ou d'articles de référence ou si vous connaissez des sites web de qualité traitant du thème abordé ici, merci de compléter l'article en donnant les références utiles à sa vérifiabilité et en les liant à la section « Notes et références ».
Pour les articles homonymes, voir MPR.
La médecine physique et de réadaptation (MPR) est une spécialité médicale orientée vers la récupération de capacités fonctionnelles et de qualité de vie des patients atteints de handicap, congénital ou acquis. Les  « médecins rééducateurs », ou « physiatres », sont spécialisés dans les techniques de récupération optimale d'une fonction, particulièrement chez les personnes souffrant de lésion musculaire, ostéo-articulaire, cardio-respiratoire ou cérébrale (par exemple après un accident vasculaire cérébral).

## Historique et définition
La médecine physique tire son nom des moyens physiques (mécaniques, électriques, thermiques…) qu'elle utilisait et y était facilement réduite. On l'appelait anciennement physiothérapie, à ne pas confondre avec la physiotherapy anglo-saxonne désignant la kinésithérapie[source insuffisante]. Actuellement, on pourrait la définir comme la discipline qui traite des diagnostics et traitements conservateurs des pathologies handicapantes.
Cet intitulé officiel de « médecine physique et de réadaptation » est utilisé en France depuis 1998, remplaçant celui de « Rééducation et réadaptation fonctionnelle ». Il correspond à la désignation « Physical medicine and rehabilitation » (PMR) utilisée dans les pays anglophones.
La médecine physique et de réadaptation est impliquée dans différents centres et programmes notamment en milieu universitaire : centre d'étude et de traitement de la douleur (CETD), centre de référence des maladies neuromusculaires, centre de référence en fatigue chronique, centre de médecine du sport, consultation pluridisciplinaire du pied diabétique, école du dos. La réadaptation après un traumatisme s'effectue en soins médicaux et de réadaptation (SMR), anciennement soins de suite et de réadaptation (SSR), des hôpitaux et établissements spécialisés.

## Approche interdisciplinaire et participation du patient
La MPR repose sur une prise en charge collaborative, où la participation active des patients est essentielle. En effet, les programmes de rééducation sont élaborés en tenant compte des objectifs personnels des patients, comme la reprise d'une activité professionnelle ou de loisirs.
Les équipes interdisciplinaires, composées de médecins MPR, ergothérapeutes, kinésithérapeutes, enseignants en activités physiques adaptées (APA), (neuro)psychologues, orthophonistes (ou logopèdes), psychomotriciens, podologues, assistants de service social, orthoprothésistes, travaillent en synergie pour proposer une prise en charge globale. Cette approche collaborative garantit une meilleure adhésion au traitement et des résultats durables. L’implication du patient, comme acteur central de son rétablissement, contribue à renforcer son autonomie et à améliorer son expérience des soins.

## Les rôles et pratiques des médecins en MPR

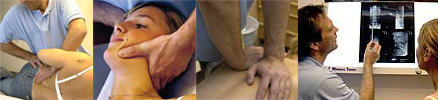
Médecine manuelle-ostéopathie, un des modes de pratique de la médecine physique et de réadaptation.

### Objectifs de la MPR
Le but de cette spécialité vise à minimiser les conséquences de l’accident ou de la maladie, tant sur le plan fonctionnel et physique que psychologique et social, afin de réintégrer la personne à la place qui lui convient le mieux dans la société ou de lui conserver sa place.
Le projet de rééducation pourrait se résumer par la « règle des 3 R » :
- la rééducation entend la récupération ad integrum de la fonction ;
- la revalidation entend des séquelles mais on assiste à une récupération de la fonction au moyen d'orthèses et d'aides techniques ;
- la réadaptation entend des séquelles majeures, sans récupération possible. Elle nécessite une adaptation de la fonction voire une autre fonction.

### Rôles et compétences des médecins MPR
Le premier rôle du médecin spécialiste en médecine physique et de réadaptation (MPR) est de concevoir et superviser les programmes de rééducation et de réadaptation des patients victimes d’accidents ou de pathologies graves qui nécessitent une prise en charge multidisciplinaire. Ces équipes collaborent avec beaucoup d'autres disciplines médicales, les médecins MPR ont un large éventail de connaissances sur les systèmes musculo-squelettiques, neuromoteur et cognitif, ostéo-articulaire et cardiovasculaires. Le rôle du spécialiste en médecine physique est également de gérer les complications de toutes sortes des patients hospitalisés.

### Formation
Les médecins de MPR suivent une formation spécialisée de 4 ans (internat) après avoir effectué 6 ans d'études de médecine.

### Différents cadres de pratiques
La médecine physique se pratique en privé ou à l'hôpital, en consultation ambulatoire ou en hospitalisation de jour ou complète. En cabinet privé, le médecin de rééducation traite en majorité les douleurs communes de l'appareil locomoteur, notamment au niveau du rachis ; souvent titulaire d'un DIU de médecine manuelle-ostéopathie, il traite fréquemment par manipulation vertébrale, mais contrairement aux ostéopathes non-médecins ou aux chiropracteurs, sa compétence de médecin lui donne accès à toutes les thérapeutiques adaptées (médicaments, ceintures ou corsets, infiltrations, établissement d'un programme rééducatif pour le kinésithérapeute, suivi psycho-social en partenariat avec le médecin du travail ou le médecin-conseil).

## Recherche et innovation
La recherche en MPR se concentre sur des domaines novateurs visant à améliorer les résultats fonctionnels et la qualité de vie des personnes. Parmi ces axes, l’étude de la plasticité cérébrale joue un rôle clé pour mieux comprendre les mécanismes de récupération après une lésion neurologique. Les essais cliniques évaluent également l’efficacité des technologies émergentes, comme les exosquelettes pour la rééducation de la marche, les interfaces cerveau-machine, la stimulation magnétique transcrânienne ou la réalité virtuelle immersive pour stimuler l’apprentissage moteur. Par ailleurs, le développement de biomarqueurs, combinant neuroimagerie et intelligence artificielle, permet de personnaliser les traitements en fonction des caractéristiques spécifiques de chaque patient. Ces avancées favorisent une approche de la réhabilitation fondée sur des preuves et adaptée aux besoins individuels. Toutefois, la rééducation conventionnelle se concentre davantage sur l'amélioration de l'autonomie des personnes, des activités et de la participation à la vie sociale. Ces technologies doivent donc être intégrées de manière à répondre aux besoins spécifiques des individus, tout en préservant leur qualité de vie et leur inclusion sociale. En médecine physique et de réadaptation, il est crucial de maintenir un équilibre entre les innovations technologiques et une approche centrée sur l’humain, en valorisant les compétences cliniques, l’observation attentive et l’interaction personnalisée.

## Rôles sociétaux
La MPR joue un rôle essentiel dans la réinsertion sociale et professionnelle des personnes en situation de handicap. En favorisant l’autonomie et l’inclusion, elle contribue à réduire les inégalités et à promouvoir une société plus accessible. Les médecins MPR et leurs équipes travaillent en collaboration avec les employeurs, les institutions éducatives et les urbanistes pour adapter les environnements aux besoins des personnes handicapées. De plus, la MPR participe à des initiatives de sensibilisation visant à changer les perceptions du handicap dans la société.
Elle s’appuie sur un réseau d’institutions médicosociales pour accompagner les patients dans leur parcours de soins et leur réinsertion sociale. Les Maisons Départementales des Personnes Handicapées (MDPH) jouent un rôle central dans l’évaluation des besoins des personnes en situation de handicap et l’attribution de droits tels que la Reconnaissance de la Qualité de Travailleur Handicapé (RQTH). La RQTH, en collaboration avec les équipes de MPR, favorise l’accès ou le maintien dans l’emploi en permettant des aménagements adaptés dans le cadre professionnel.